# 12790 Cernan
12790 Cernan este un asteroid din centura principală de asteroizi.

## Descriere
12790 Cernan este un asteroid din centura principală de asteroizi. A fost descoperit pe 24 octombrie 1995 la Observatorul Kleť par l'Observatorul Kleť. Asteroidul prezintă o orbită caracterizată de o semiaxă mare de 2,40 ua, o excentricitate de 0,08 și o înclinație de 4,3° în raport cu ecliptica.